# シマノ鈴鹿ロードレース
シマノ鈴鹿ロードレース（Shimano Suzuka Roadrace）は、毎年8月下旬に2日間にわたり鈴鹿サーキットで開催される自転車競技大会である。主催はシマノ。
1984年に「シマノグリーンピアロードレース大会」として第1回開催。
国内外プロレーサーが集う「シマノ鈴鹿国際ロードレース」をメインに、自転車競技の愛好者なら誰でも参加でき、年齢・性別・レベルに合わせた多彩な種目も用意され、国内最大級のサイクルスポーツイベントとして親しまれている。なお、2023年大会ではU6クラスで500kmのレース開催が予定されていた。

## 概要
- 主催：シマノ、日本自転車競技連盟（シマノ鈴鹿国際ロードレース）
- 主管：大阪府自転車競技連盟
- 後援：自転車協会、自転車産業振興協会、日本自転車競技連盟、鈴鹿市、日本サイクルレーシングクラブ協会、サイクルスポーツ、バイシクルクラブ、ファンライド
- 協賛：アキコーポレーション、アキボウ、アサップ、東商会、アメアスポーツジャパン、新家工業、RGTエンタープライズ、井上ゴム工業、インターテック、インターマックス、エヌビーエス、オージーケーカブト、カワシマサイクルサプライ、カンパニョーロジャパン、キャットアイ、キャノンデール・ジャパン、ゴールドウイン、サイクルヨーロッパジャパン、シマノ臨海、ジャイアント、ジョブインターナショナル、スペシャライズドジャパン、住友商事、住友電気工業、ダイナソア、ダイワ精工、トレック・ジャパン、ナショナルタイヤ、日直商会、日東、服部産業、パールイズミ、パワースポーツ、深谷産業、富士フイルムビジネスイノベーション、フタバ商店、プルデンシャル生命保険、マスターズ アイプロテクション ジャパン、マルイ、ミズタニ自転車、穂産業、宮田工業、モビリティランド 鈴鹿サーキット、森永製菓、八重洲出版、ライトウェイプロダクツジャパン
- 協力：いづみ、キャパクリエイション、サン、サンボウ、フリーアングル、マトリックス、明通、モビリティランド 鈴鹿サーキット